# Bathybates
Bathybates is een geslacht van straalvinnige vissen uit de familie van de cichliden (Cichlidae).

## Soorten
- Bathybates fasciatus Boulenger, 1901
- Bathybates ferox Boulenger, 1898
- Bathybates graueri Steindachner, 1911
- Bathybates hornii Steindachner, 1911
- Bathybates leo Poll, 1956
- Bathybates minor Boulenger, 1906
- Bathybates vittatus Boulenger, 1914